# Шед (бог)
Шед — бог в древнеегипетской мифологии. В народе его прозвали «спасителем». Это один из первых богов, о котором стало известно после периода Амарны. Олицетворяя собой спасителя, его отождествляли с Гором, в частности с «Гором-ребёнком». Шед не имел официального культа и мест поклонения. В глазах простых египтян он представлял собою спасителя, отводящего от людей болезни, несчастья и опасности. На стеле Меттерниха он выступает в качестве победителя змей, скорпионов и крокодилов.
Слово «спаситель» было именем личного почтения. В период Амарны оно интерпретировалось как ответ простых людей попыткам Эхнатона запретить древнюю религию. Шед также рассматривался как форма семитского бога Решефа. Шед мог быть изображён как молодой принц, одолевающий змей, львов и крокодилов.
Шеда видели также помощником и защитником людей, нуждающихся в помощи государственных служащих или фараона. Степень веры людей в этого бога была такова, что египтяне считали, что смогут даже продлить время пребывания умерших в загробном мире. В период Нового царства, Шед-спаситель изображён на бесчисленном количестве стел, на которых люди обращаются к нему или же хвалят его за предоставленную помощь.